# 협상에 의한 계약
협상에 의한 계약이란 발주자와 제안사가 가격 및 기술 분야에서 협상을 통해 계약을 진행하는 것을 말한다. 가격협상 및 기술협상의 두 부분으로 나누어 협상을 진행한다. 발주자는 가격 및 기술 분야에서 협상 적격자로 선정된 업체를 대상으로 우선 순위를 정하여 협상을 진행한다. 만약 발주자와 우선 협상 대상자 사이에 협상이 성립된 경우 발주자는 다른 2위 이하의 협상 적격자와 협상을 실시하지 않는다. 만약 우선 협상 대상자와 협상이 결렬된 경우 발주자는 2위 업체와 협상을 진행한다. 만약 2위 업체와도 협상이 결렬된 경우 그 다음 순위의 업체와 협상을 진행한다. 만약 모든 협상 적격자와 협상이 결렬된 경우 발주자는 해당 과제를 재공고하여 다시 입찰에 부칠 수 있다.